# Erik Clavery
Pour les articles homonymes, voir Clavery.
Erik Clavery est un traileur français, préparateur mental et conférencier né le 7 juin 1980 à Coutances. Il a remporté les championnats du monde de trail 2011 dans le Connemara, en Irlande. Il a également gagné le championnat de Poitou-Charentes de cross-country en 2010, la SaintéLyon en 2011, l'Éco-Trail de Paris Île-de-France en 2012 et le Grand to Grand Ultra en 2017. Il a terminé 4e de la Diagonale des Fous à la Réunion en 2009 et 2012 et l'Ultra-Trail du Mont-Blanc à la 6e place en 2015 et 8e place en 2018.
Dans la discipline des 24 heures de course à pied sur route, il devient champion de France en 2018 en parcourant 254,264 km à Albi. L’année suivante, il devient recordman de France de l’épreuve en réalisant 272,217 km.
En juillet 2020 il bat de plus de 3 jours le record de la traversée des Pyrénéespar le GR10 en parcourant les 887 km et 55 000 m de dénivelé positif en 9 jours, 9 heures et 12 minutes.

## Records personnels
- Ironman : 8 h 57 min 01 s à Roth en 2008
- 3000 m steeple : 10 min 03 s 90 à Bressuire en 2007[4]
- 5 000 mètres : 15 min 26 s à Cholet en 2012[4]
- 10 km : 32 min 03 s à Nantes 2011[4]
- Semi-marathon : 1 h 11 min 21 s à Bordeaux 2007[4]
- Marathon : 2 h 39 min 43 s à Nantes en 2018[4]
- 100 kilomètres : 6 h 57 min 08 s à Amiens en 2021[4]
- 24 heures : Record de France - 272,217 km aux championnats du monde IAU des 24 h d'Albi en 2019[4]

## Palmarès

### Principaux résultats
| no  | masculin           | Course                                               | Pays       | Longueur   | Départ            | Temps            |
| --- | ------------------ | ---------------------------------------------------- | ---------- | ---------- | ----------------- | ---------------- |
| 4e  | 4e                 | Grand Raid                                           | France     | 148 km     | 23 octobre 2009   | 22 h 57 min 22 s |
| 5e  | 5e                 | Festival des Templiers                               | France     | 71 km      | 24 octobre 2010   | 6 h 52 min 01 s  |
| 3e  | Médaille de bronze | Championnat de France de Trail                       | France     |            | 2010              |                  |
| 3e  | Médaille de bronze | Eco-Trail de Paris                                   | France     | 80 km      | 26 mars 2011      | 6 h 44 min 52 s  |
| 1er | Médaille d'or      | Champion du monde de trail 2011                      | Irlande    | 71 km      | 9 juillet 2011    | 6 h 39 min 07 s  |
| 1er | Médaille d'or      | SaintéLyon                                           | France     | 68 km      | 4 décembre 2011   | 4 h 54 min 45 s  |
| 1er | Médaille d'or      | Eco-Trail de Paris                                   | France     | 80 km      | 24 mars 2012      | 5 h 45 min 43 s  |
| 4e  | 4e                 | Grand Raid                                           | France     | 170 km     | 18 octobre 2012   | 30 h 06 min 12 s |
| 1er | Médaille d'or      | Transmartinique                                      | France     | 133 km     | 7 décembre 2013   | 15 h 50 min 09 s |
| 3e  | Médaille de bronze | Courchevel X-Trail                                   | France     | 54 km      | 3 août 2014       | 7 h 05 min 59 s  |
| 3e  | Médaille de bronze | Transmartinique                                      | France     | 133 km     | 6 décembre 2014   | 18 h 30 min 00 s |
| 2e  | Médaille d'argent  | Lavaredo Ultra Trail                                 | Italie     | 119 km     | 26 juin 2015      | 13 h 01 min 07 s |
| 6e  | 6e                 | Ultra Trail du Mont Blanc                            | France     | 170 km     | 29 aout 2015      | 22 h 45 min 28 s |
| 4e  | 4e                 | Courchevel X-Trail                                   | France     | 33 km      | 6 aout 2016       | 3 h 05 min 35 s  |
| 5e  | 5e                 | Marathon des Sables                                  | Maroc      | 257 km     | 10 avril 2016     | 23 h 00 min 18 s |
| 1er | Médaille d'or      | Grand to Grand Ultra                                 | États-Unis | 273 km     | 24 septembre 2017 | 29 h 34 min 18 s |
| 3e  | Médaille de bronze | Marathon des Sables - Pérou                          | Pérou      | 242 km     | 28 novembre 2017  | 23 h 50 min 45 s |
| 1er | Médaille d'or      | Championnat de France des 24 heures de course à pied | France     | 254,264 km | 20 octobre 2018   | 24 h 00 min 00 s |
| 8e  | 8e                 | Ultra Trail du Mont Blanc                            | France     | 170 km     | 31 aout 2018      | 23 h 07 min 53 s |
| 4e  | 4e                 | Championnat du monde des 24 heures de course à pied  | France     | 272,217 km | 26 octobre 2019   | 24 h 00 min 00 s |
| 2e  | Médaille d'argent  | Championnat de France de 100km                       | France     | 100 km     | 16 octobre 2021   | 6 h 57 min 08 s  |

### Autres résultats

#### Saison 2010
- 1er du Championnat de Poitou-Charentes de cross-country, France

#### Saison 2012
- 1er du Dodo Trail, Île Maurice
- 1er du Trail du Golfe du Morbihan, France

#### Saison 2013
- 1er du Trail de l’Ile d’Yeu, L'Île-d'Yeu, France
- 1er du 20 km Cross Ouest-France, France

#### Saison 2014
- 1er du Gran Trail Rensen, Arenzano, Italie
- 1er du Trail du Golfe du Morbihan, France
- 1er du X3 Courchevel, France, dans la catégorie trio (avec Laurent Brochard, Mathéo Jacquemoud)

#### Saison 2017
- 1er du Maratour, Trail marathon, Saint-Pierre-de-Chartreuse, France

#### Saison 2020
- Il bat le record de la traversée des Pyrénées en courant par le sentier de Grande Randonnée GR10 de la Méditerranée à l’Atlantique, en 9 jours, 9 h et 12 min (alors détenu par Thierry Corbarieu en 12 jours et 10 h)[3]